# Paracymbiomma
Genre
Paracymbiomma est un genre d'araignées aranéomorphes de la famille des Prodidomidae.

## Distribution
Les espèces de ce genre sont endémiques du Brésil.

## Description
Les mâles de ce genre mesurent de 1,86 à 3,9 mm et les femelles de 2,25 à 4,15 mm.

## Liste des espèces
Selon World Spider Catalog (version 25.0, 29/06/2024) :
- Paracymbiomma angelim Rodrigues, Cizauskas & Rheims, 2018
- Paracymbiomma bocaina Rodrigues, Cizauskas & Rheims, 2018
- Paracymbiomma caecum Rodrigues, Cizauskas & Rheims, 2018
- Paracymbiomma carajas Rodrigues, Cizauskas & Rheims, 2018
- Paracymbiomma doisirmaos Rodrigues, Cizauskas & Rheims, 2018
- Paracymbiomma otxurucu Cizauskas, Brescovit, Rodrigues & Rheims, 2024
- Paracymbiomma pauferrense Rodrigues, Cizauskas & Rheims, 2018
- Paracymbiomma pepita Cizauskas, Brescovit, Rodrigues & Rheims, 2024
- Paracymbiomma una Cizauskas, Brescovit, Rodrigues & Rheims, 2024

## Systématique et taxinomie
Ce genre a été décrit par Rodrigues, Cizauskas et Rheims en 2018 dans les Prodidomidae. Il est placé dans les Gnaphosidae par Azevedo, Griswold et Santos en 2018 puis dans les Prodidomidae par Azevedo, Bougie, Carboni, Hedin et Ramírez en 2022.

## Publication originale
- Rodrigues, Cizauskas & Rheims, 2018 : « Description of Paracymbiomma gen. nov., a new genus of prodidomid spiders from the Neotropical region (Araneae: Prodidomidae) including a new troglobite species. » Zootaxa, no 4514(3), p. 301-331.